# Wahiba
Wahiba (en arabe : وهيبة) est une série télévisée algérienne diffusée sur la chaîne Canal Algérie lors du mois de Ramadan de l'année 2006.
La série sera rediffusée à plusieurs reprises sur les chaînes Canal Algérie et A3.

## Synopsis
La série raconte l'histoire d'une femme, Zahiya, dont le mari Moncef kidnappe la fille, Wahiba, pour la donner à un couple modeste. Près de dix-huit ans après les faits, Moncef est bien décidé à continuer à profiter de la fortune et de la naïveté de son ex-femme. 

## Distribution

### Acteurs principaux
- Malika Youcef : Zahiya
- Azzedine Bouraghda : Moncef
- Abdennour Chelouche : Mourad
- Bahida Rachedi : Aïcha
- Hakima Djouadi : Souad (Wahiba)
- Louisa Habani : Claudia
- Nora Benzerari : Nawel
- Ahmed Benhacir : Mokhtar
- Hacène Benzerari : Momo
- Mohamed Bendaoud : Salim
- Madani Namoun : Larbi

### Acteurs récurrents
- Amel Benbarki : Faiza
- Hakim Zelloum : Farid
- Abdelbasset Benkhalifa : inspecteur de police
- Fayçal Adjaimi : inspecteur de police
- Jamal Karmi : docteur
- Mouloud Cherabi : Si Belaïd
- Faiza Louail : femme de Mourad
- Nassima Louail : Amina
- Linda Djaballah : Hafida

## Fiche technique
- Titre original : وهيبة
- Titre français : Wahiba
- Réalisateur : Messaoud Laïb[2]
- Scénario : Malika Youcef[2]
- Nombre d'épisodes : 20
- Sociétés de production : Télévision Algérienne[2]
- Pays d'origine :  Algérie
- Langue originale : arabe algérien
- Format : Couleur
- Genre : dramatique